# Galeria Nacional da Irlanda
Galeria Nacional da Irlanda (em irlandês:  Gailearaí Náisiúnta na hÉireann; em inglês:  National Gallery of Ireland) é um museu que abriga a coleção nacional de arte irlandesa e europeia. Está localizado no centro de Dublim, com uma entrada na Merrion Square, ao lado da Leinster House e outra na Clare Street. Foi fundado em 1854 e abriu suas portas dez anos depois. A Galeria possui uma extensa coleção representativa de obras irlandesas e também é notável pelas pintura de mestres do barroco italiano e holandês. O atual diretor é Sean Rainbird.

## História

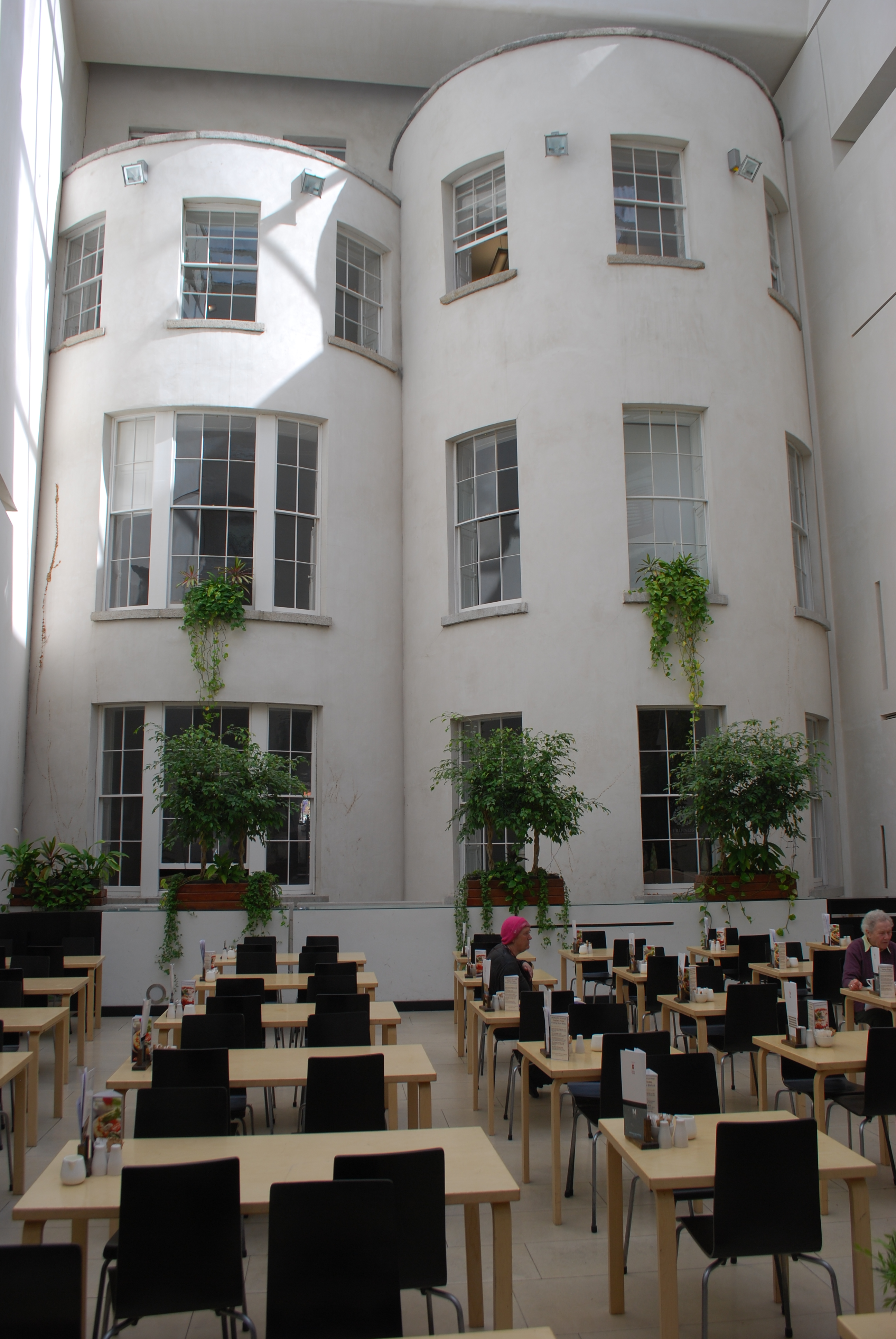
Vista do interior, c. 2013

Em 1853 foi realizado nos gramados da Leinster House, em Dublin, a Grande Exposição Industrial. Entre as exposições mais populares, havia uma exibição substancial de obras de arte organizadas e subscritas pelo magnata ferroviário William Dargan. O entusiasmo das multidões visitantes demonstrou um público interessado pela arte, e foi decidido estabelecer uma coleção de arte pública permanente como um monumento duradouro de gratidão ao empresário. O espírito comovente por trás da proposta foi o advogado John Edward Pigot (1822-1871), filho de David Richard Pigot, Barão Chefe do Tesouro Irlandês, que tornou-se um dos primeiros diretores da Galeria. A fachada da Galeria Nacional copia o edifício de História Natural do Museu Nacional da Irlanda, que já estava planejado para o flanco da Leinster House. O edifício em si foi projetado por Francis Fowke, com base em projetos iniciais de Charles Lanyon, e foi concluído e inaugurado em 1864.
A Galeria não foi fundada em torno de uma coleção existente e, quando foi aberta, tinha apenas 112 pinturas. Em 1866, uma concessão de compra anual foi estabelecida e em 1891 o espaço já era limitado. Em 1897, a Condessa Dowager de Milltown indicou sua intenção de doar o conteúdo da Russborough House para a Galeria. Esse presente incluiu cerca de 223 pinturas, 48 peças de escultura, 33 gravuras, muita prata, móveis e uma biblioteca, e iniciou a construção de 1899 a 1903 do que hoje é chamada de Ala Milltown, projetada por Thomas Newenham Deane.
Por volta dessa época, Henry Vaughan deixou 31 aquarelas de William Turner com a exigência de que elas só pudessem ser exibidas em janeiro, para protegê-las dos efeitos nocivos da luz solar. Embora a moderna tecnologia de iluminação tenha tornado desnecessário esse estipulado, a Galeria continua restringindo a exibição do legado de Vaughan a janeiro e a exposição é tratada como uma ocasião.
Outro legado substancial veio com a morte prematura de Hugh Lane (1875–1915), diretor da Galeria desde 1914, no naufrágio do Lusitania; não apenas ele deixou uma grande coleção de fotos, também deixou parte de seu patrimônio residual e um fundo continuou a contribuir com a compra de obras de arte até hoje. Além de seu envolvimento na Galeria, Hugh Lane também esperava fundar uma galeria de arte moderna, algo que só foi realizado após sua morte com a Hugh Lane Gallery de Dublin. George Bernard Shaw também fez um legado substancial, deixando à Galeria um terço dos royalties de sua propriedade em gratidão pelo tempo que lá passou na juventude.
A Galeria foi novamente ampliada em 1962, com uma nova ala projetada por Frank DuBerry, do Escritório de Obras Públicas. Foi inaugurada em 1968 e agora é chamada de Ala Beit. Em 1978, a Galeria recebeu do governo as pinturas entregues à nação por Chester Beatty e, em 1987, o legado de Sweeney trouxe quatorze obras de arte, incluindo pinturas de Pablo Picasso e Jack Yeats. No mesmo ano, a Galeria recebeu novamente parte do conteúdo da Russborough House quando Alfred Beit doou 17 obras-primas, incluindo pinturas de Velázquez, Murillo, Steen, Vermeer e Raeburn.
Na década de 1990, um Caravaggio perdido, A Captura de Cristo, conhecido por meio de réplicas, foi descoberto pendurado em uma casa jesuíta de estudos na Leeson Street, em Dublin, por Sergio Benedetti, conservador chefe da galeria. Os jesuítas permitiram generosamente que essa pintura fosse exibida na Galeria e a descoberta foi causa de excitação nacional. A pintura foi emprestada a uma galeria italiana de fevereiro a julho de 2010, como parte do 400º aniversário de Caravaggio. Em 1997, Anne Yeats doou cadernos de desenho de seu tio Jack Yeats e a Galeria agora inclui um Museu Yeats. Denis Mahon, um conhecido crítico de arte, prometeu à Galeria uma parte de sua rica coleção e oito pinturas de seu legado prometido estão em exibição permanente, incluindo A Bênção dos Filhos de José, de Guercino.

### Lista de diretores
- George Mulvany, 1861–69
- Henry Doyle, 1869–92
- Walter Armstrong, 1892–1914
- Hugh Lane, 1914–15
- Robert Langton Douglas, 1916–23
- Lucius O'Callaghan, 1923–27
- Thomas Bodkin, 1927–35
- George Furlong, 1935–50
- Thomas McGreevy, 1950–63
- James White, 1964–80
- Homan Potterton, 1980–88
- Raymond Keaveney, 1988-2012
- Sean Rainbird, 2013-presente

## Ala Milênio

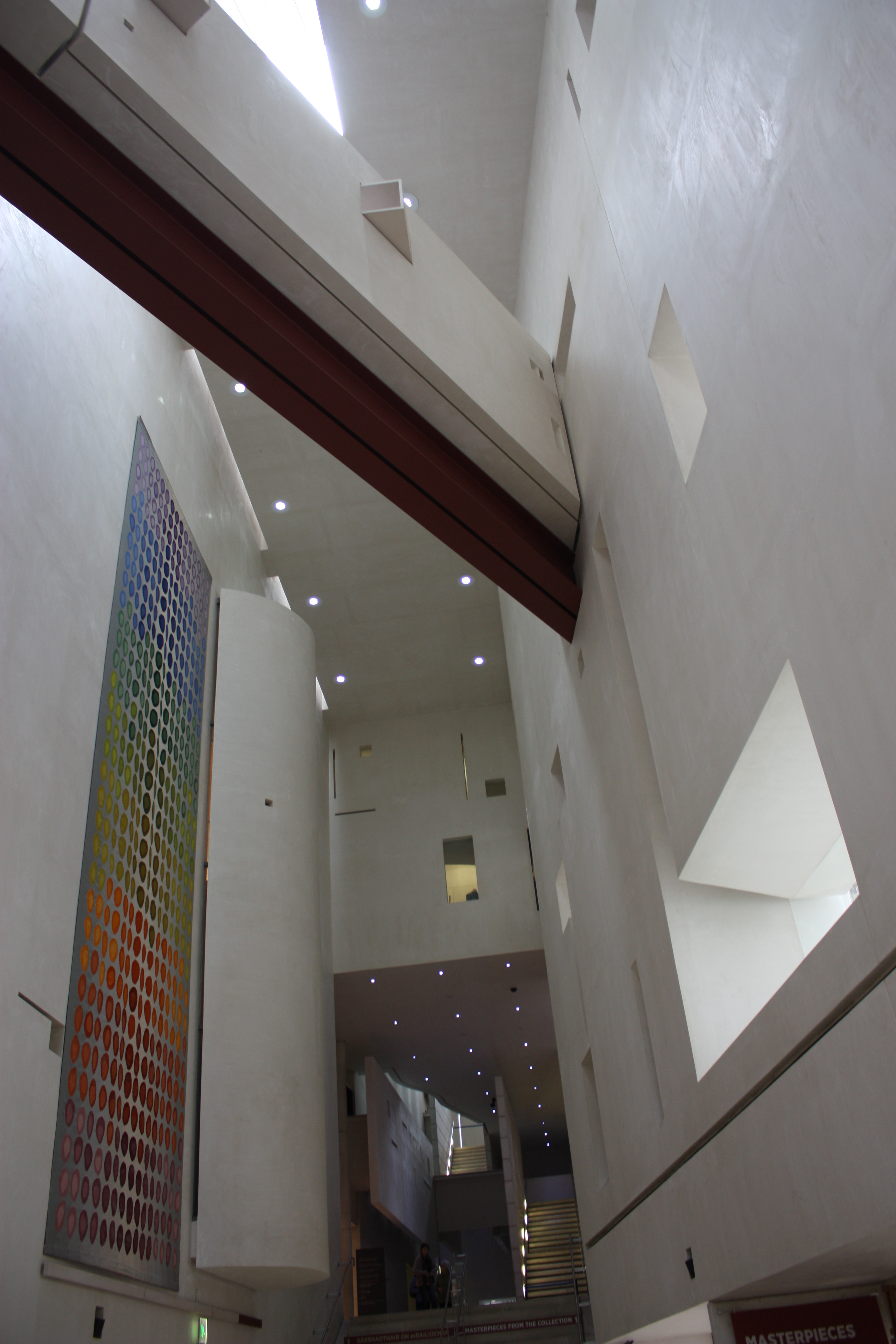
A Ala Milênio em março de 2012

Uma nova instalação, chamada Ala Milênio, foi aberta em 2002. Ao contrário das duas extensões anteriores, esta nova tem fachada de rua e os arquitetos ingleses Benson & Forsyth lhe deram uma imponente fachada Bowers Whitbed de pedra de Portland e um grande átrio. O projeto originalmente envolvia demolir uma casa com terraço georgiano adjacente e seus salões de pátios; no entanto, a autoridade de apelação irlandesa de planejamento, An Bord Pleanála, exigiu que eles fossem mantidos. A Ala Milênio não deixa de ter seus críticos: é implacável com manutenção deficiente e o comprometimento no projeto, conforme exigido pela An Bord Pleanala, resultou em um design final diluído do conceito original de construção vencedora da competição. O espaço de circulação também carece de clareza, mas geralmente considera-se que essas falhas são detalhes triviais contra o drama do edifício. De acordo com seu estilo brutalista, as paredes internas de concreto ainda não foram seladas, mantendo um visual bastante moderno para a ala.

## Localização e acesso
A Galeria Nacional da Irlanda está localizada no coração da Dublin georgiana. Há duas entradas, uma na Merrion Square e outra na Clare Street. A entrada na galeria é gratuita e muitas palestras, passeios e eventos, bem como o guia de áudio, também são gratuitos. A galeria lançou um aplicativo gratuito para smartphone em 2013.
Todas as galerias e entradas são acessíveis para cadeiras de rodas e há vagas para deficientes em frente à entrada da Merrion Square. São organizadas excursões para deficientes visuais e auditivos. Visitantes com cães-guia também são bem-vindos. O auditório, a sala de áudio e vídeo e a galeria estão todos equipados com um sistema de loop para deficientes auditivos.

## Destaques
A coleção possui cerca de 14 000 obras de arte, incluindo 2 500 pinturas a óleo, 5 000 desenhos, 5 000 gravuras e algumas esculturas, móveis e outras obras de arte.

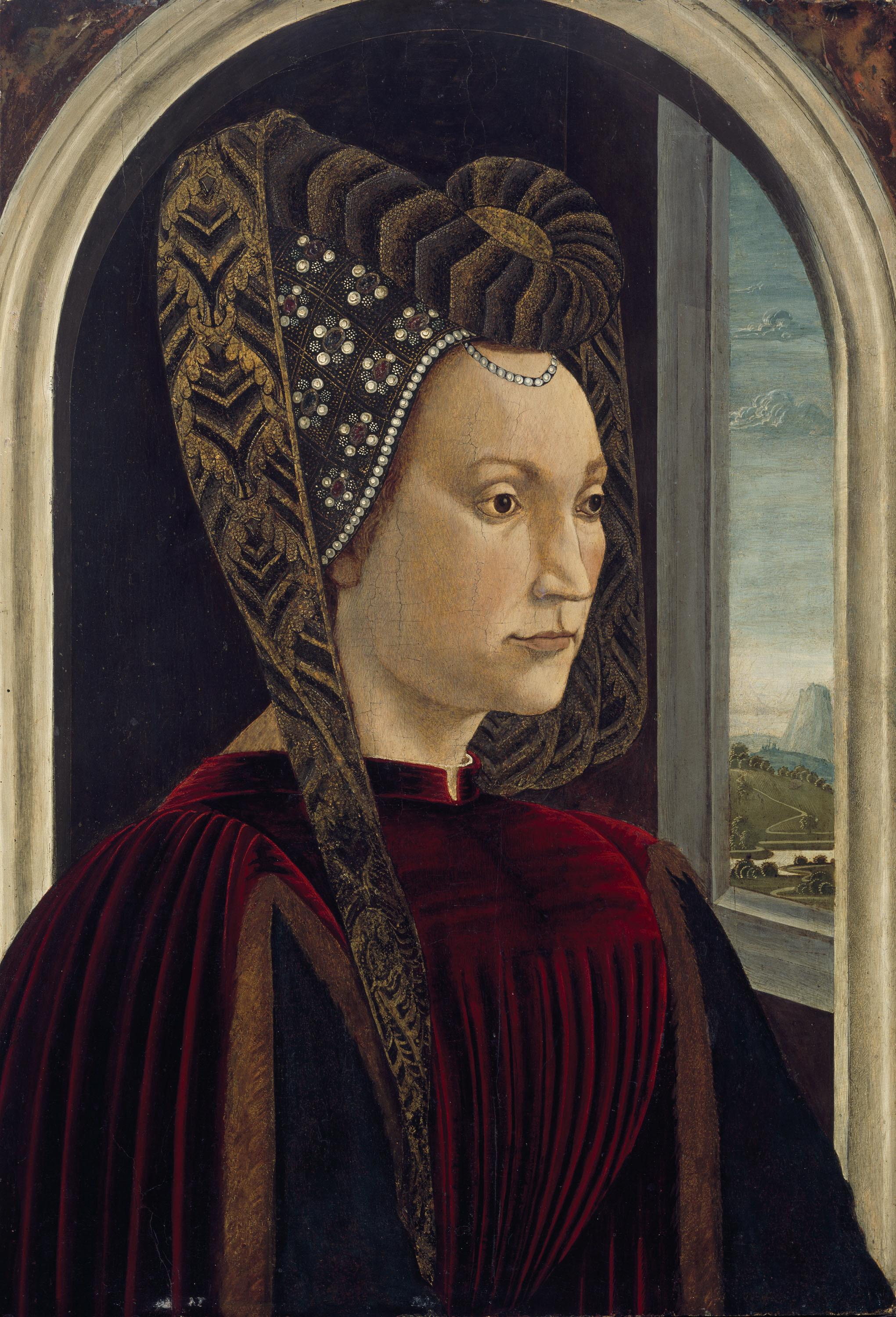
Domenico Ghirlandaio, um presumido Retrato de Clarice Orsini, esposa de Lorenzo, o Magnífico, posterior a 1494
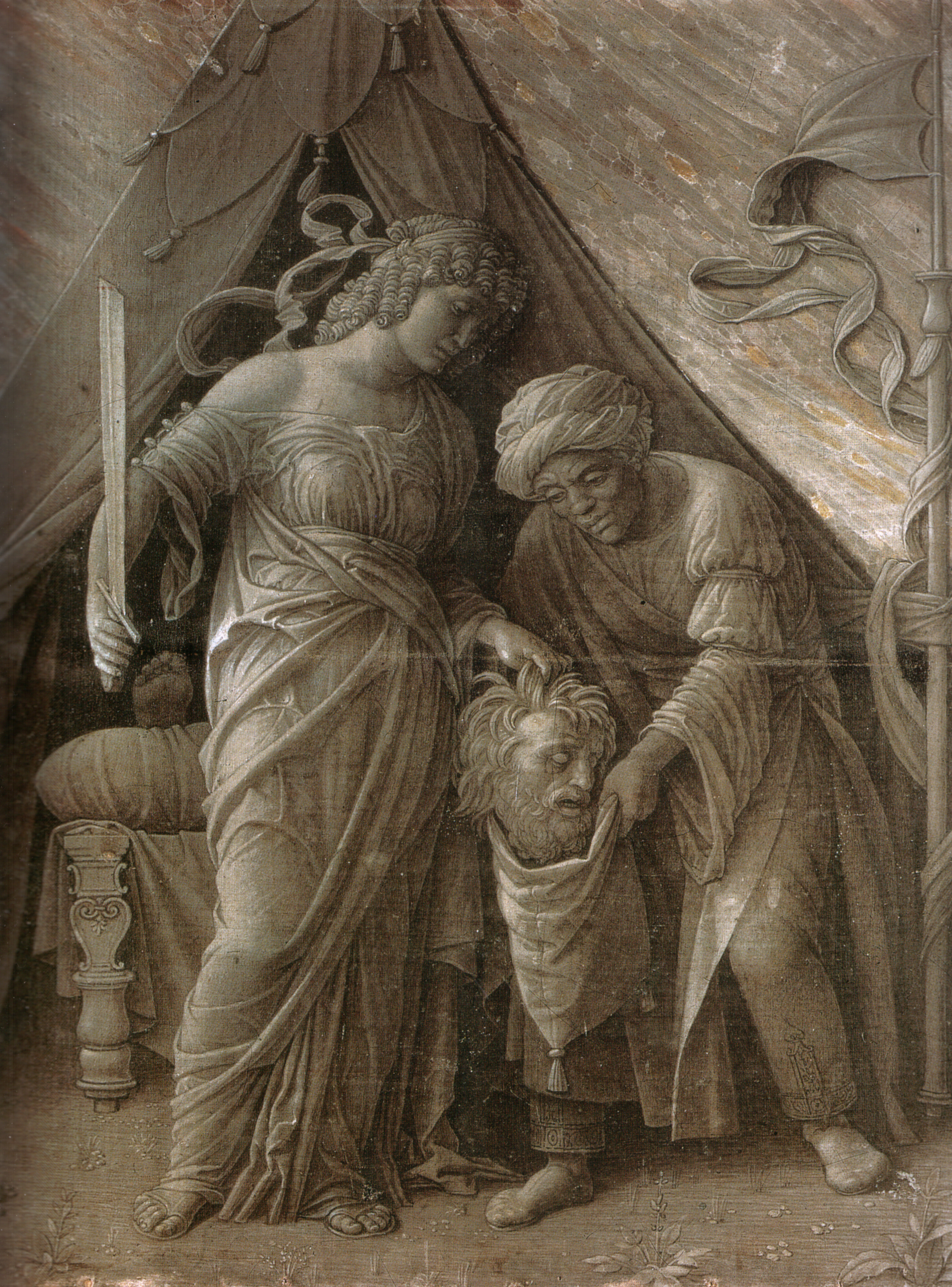
Andrea Mantegna, Judite, c. 1490
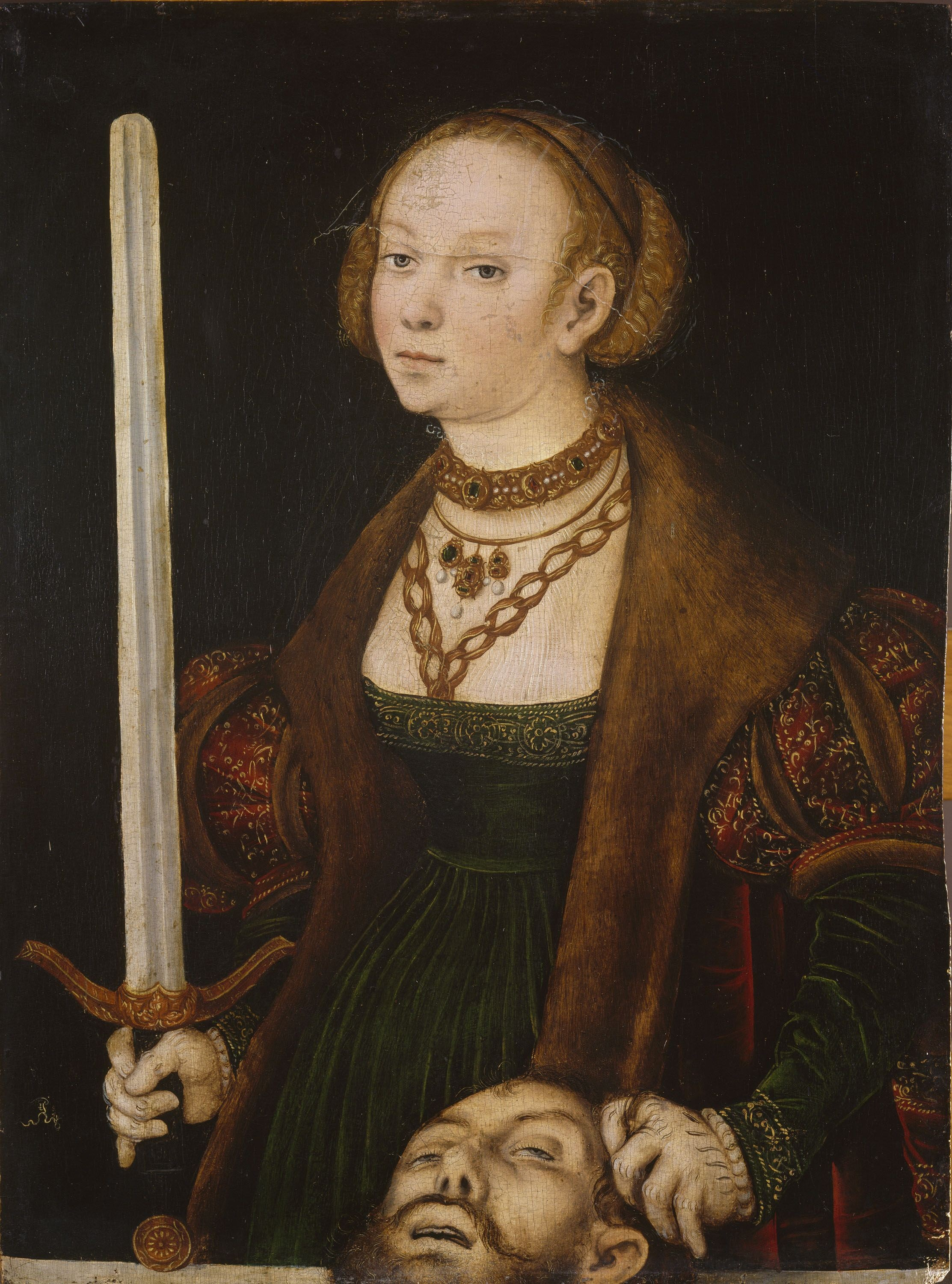
Obra de Lucas Cranach, o Velho, Judite com a cabeça de Holofernes, c 1550
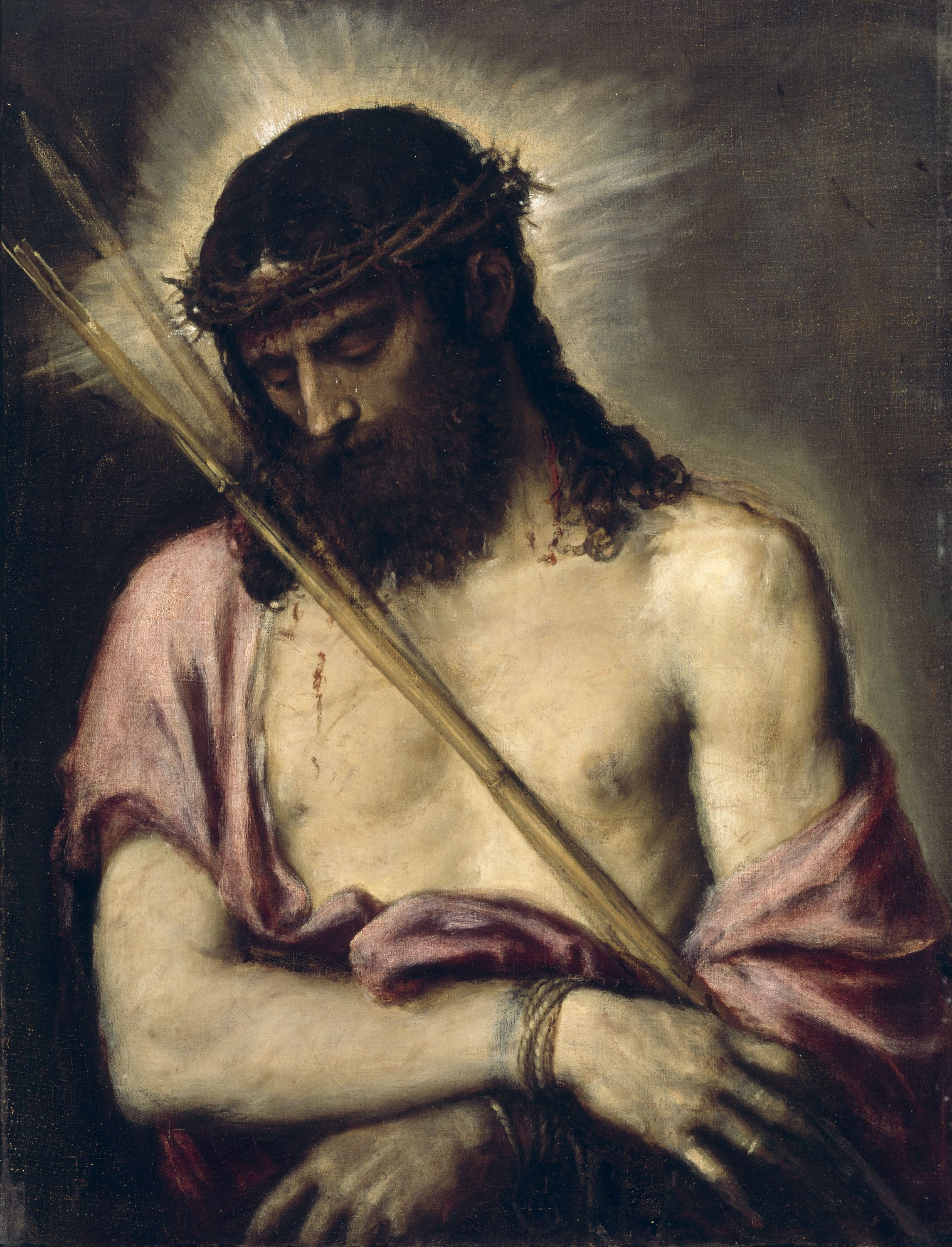
Ticiano, Ecce Homo, 1558–60
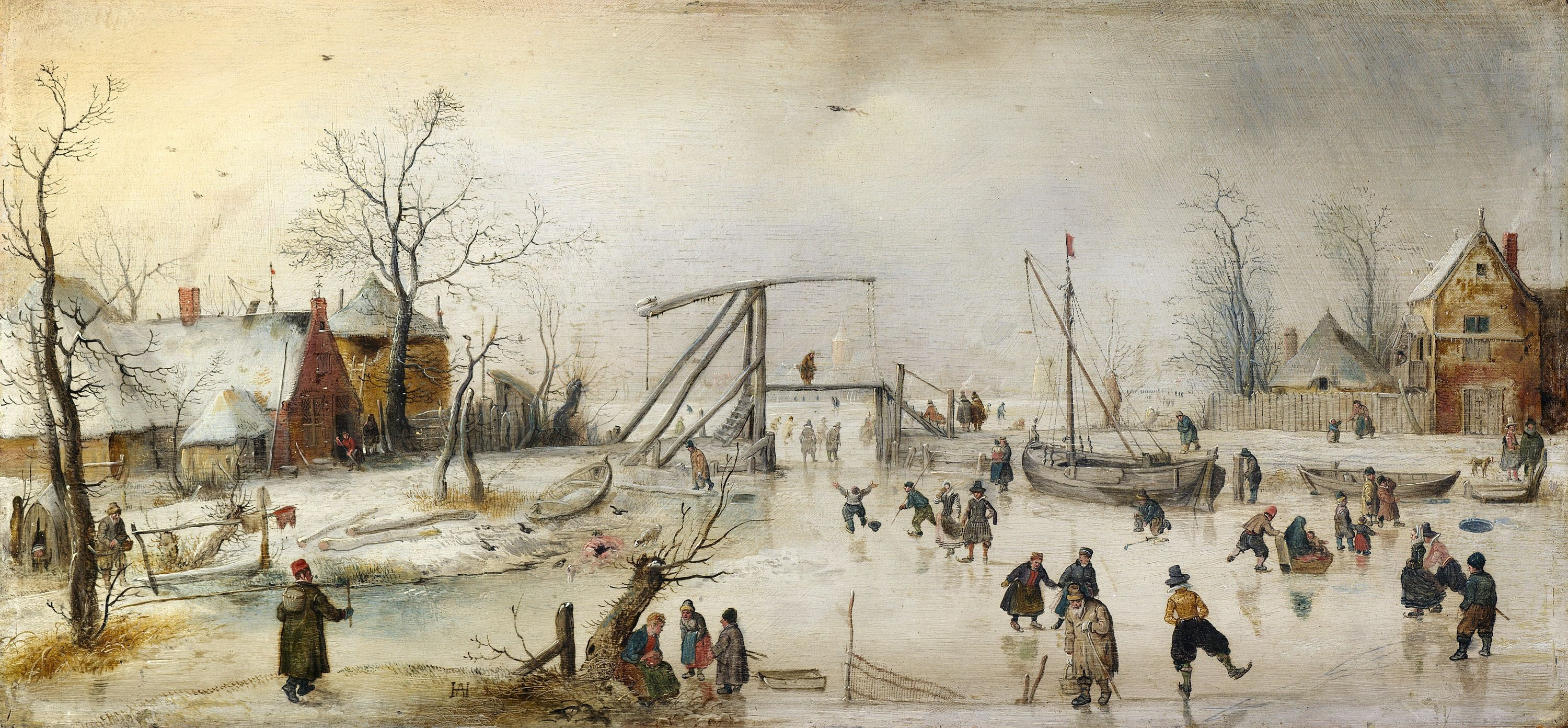
Hendrick Avercamp, Cena no gelo, c. 1620
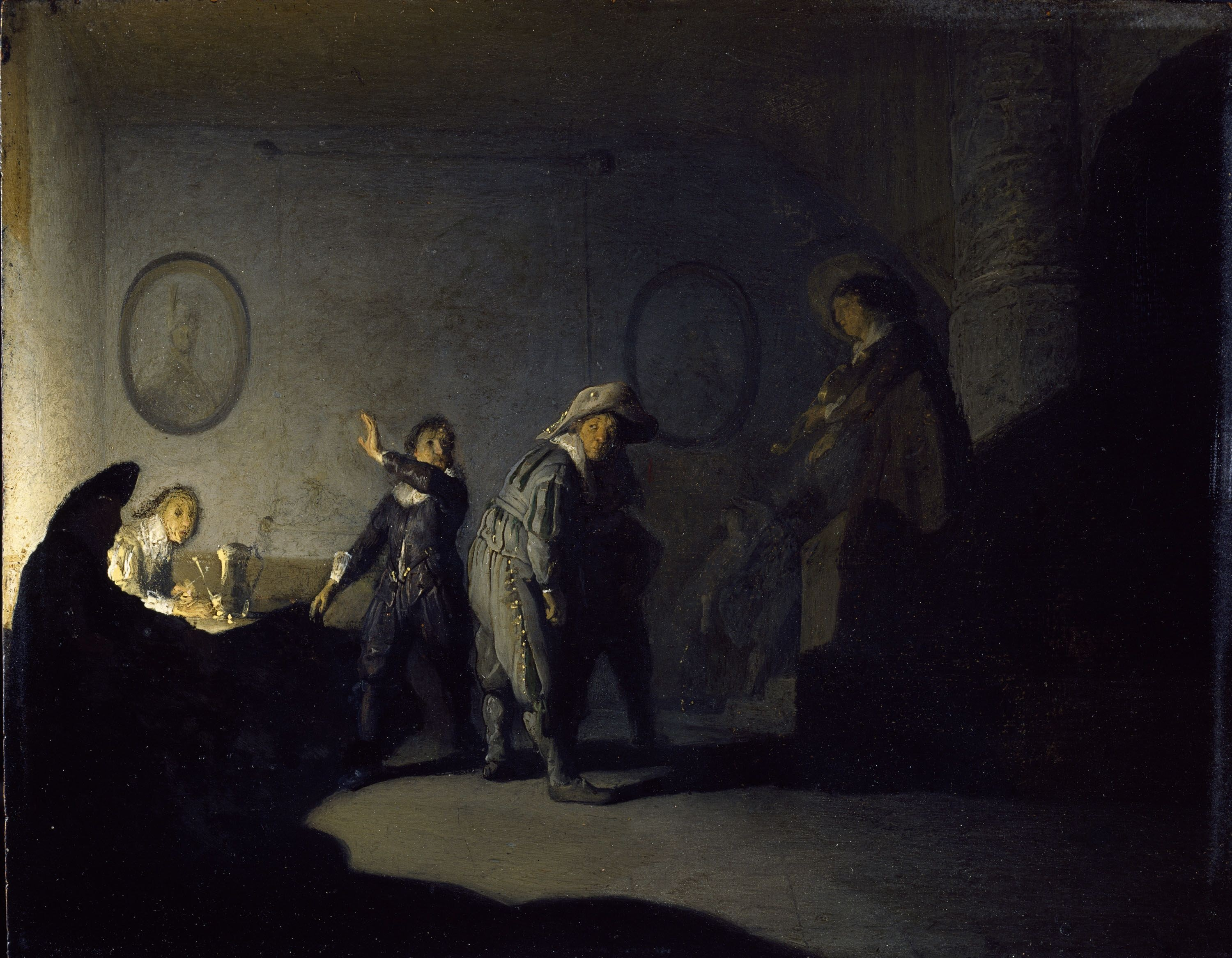
Rembrandt, Interior com figuras, 1628
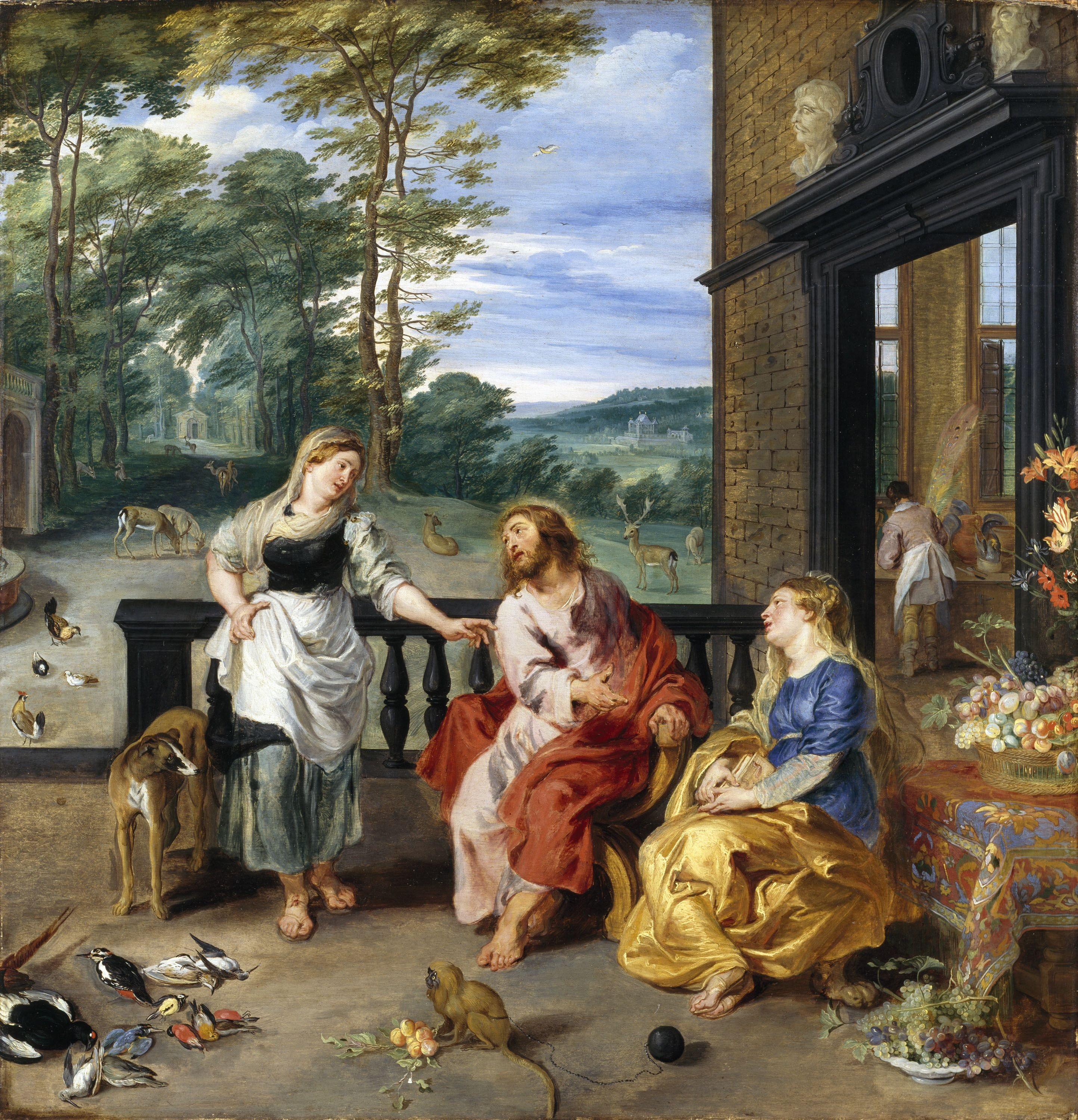
Jan Brueghel, o Jovem e Peter Paul Rubens, Cristo na casa de Marta e Maria, 1628
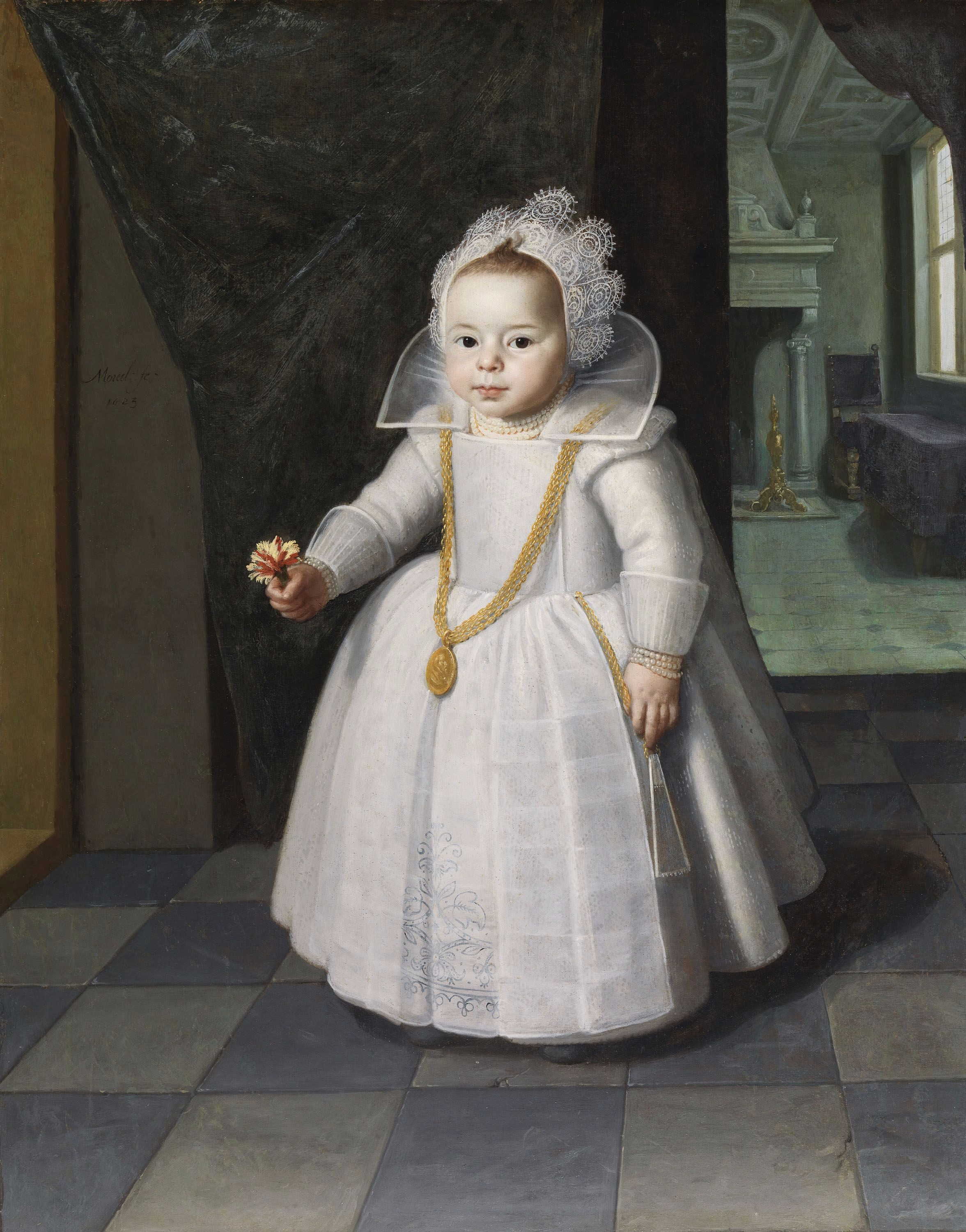
Paulus Moreelse, Menina vestindo uma corrente de ouro, 1632
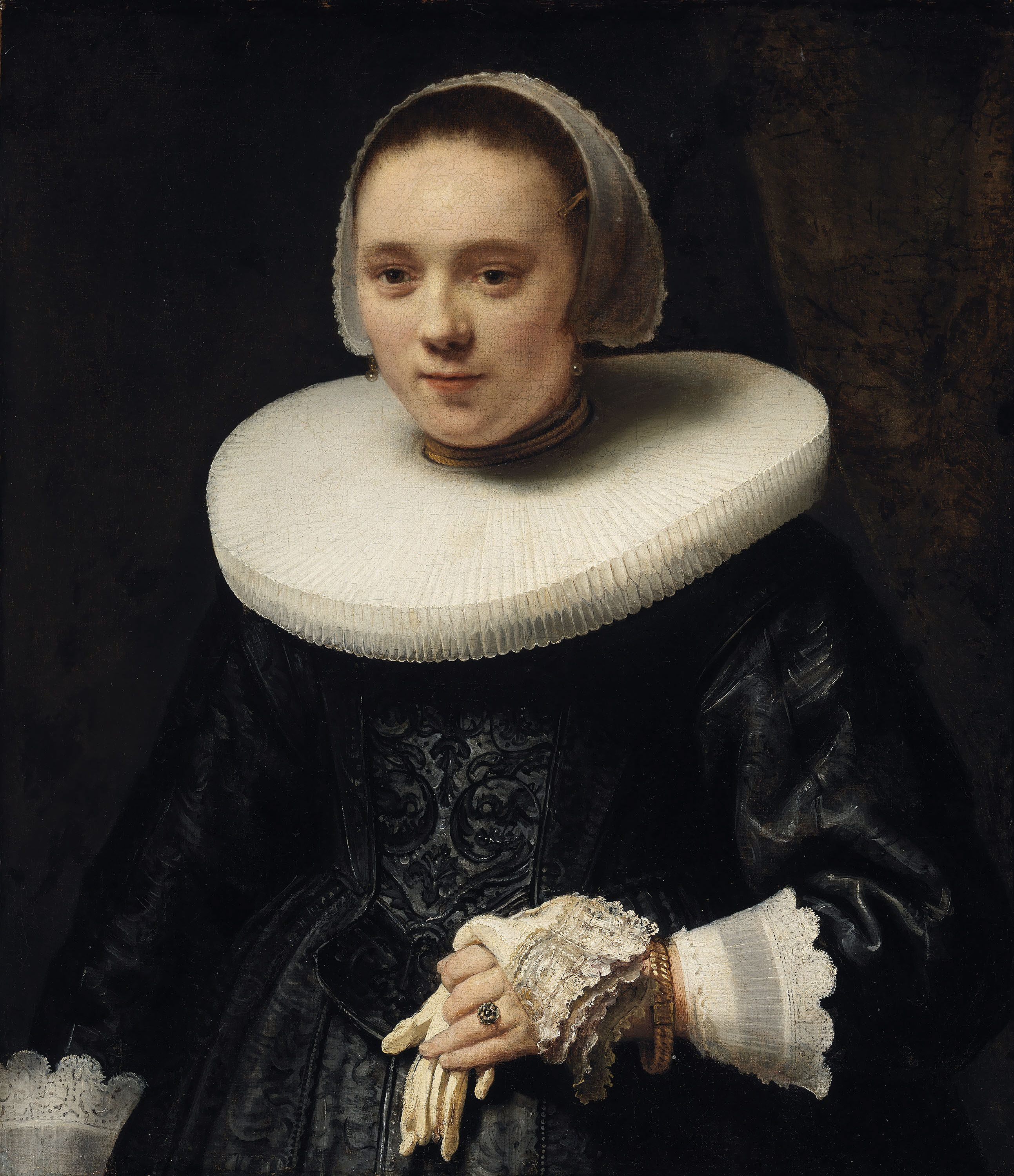
Rembrandt, Retrato de uma mulher com luvas, c 1632-1642
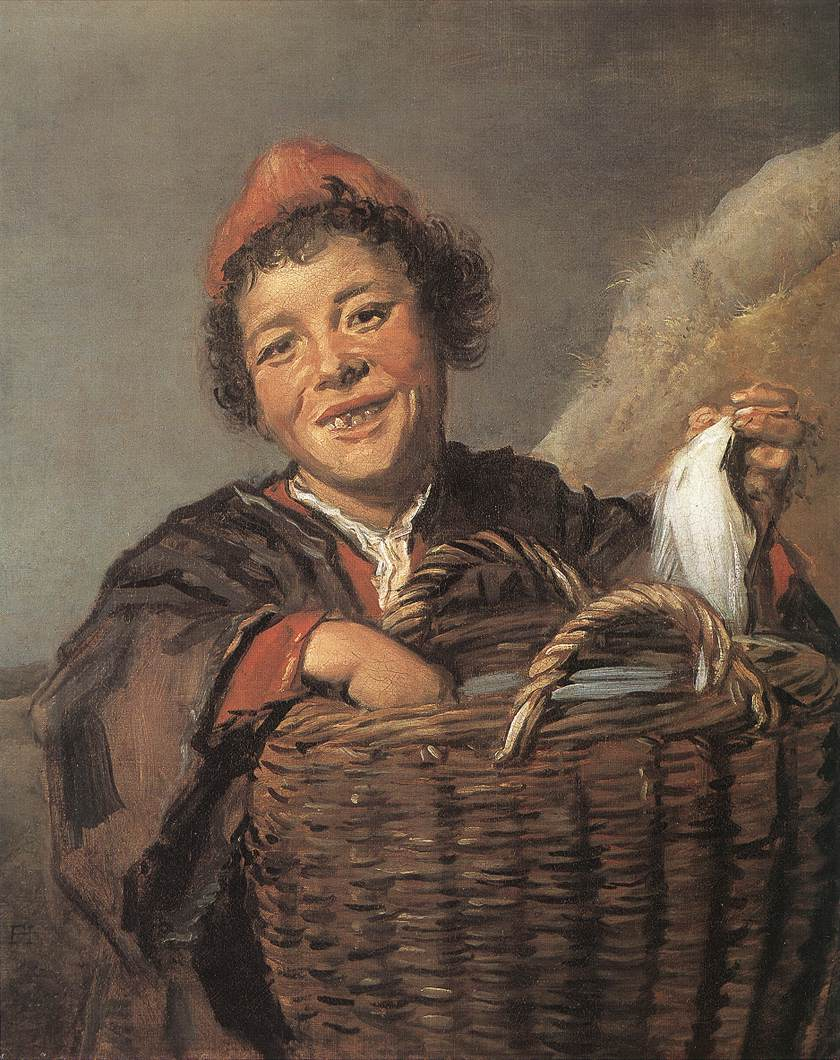
Frans Hals, Menino pescador, c 1630-32
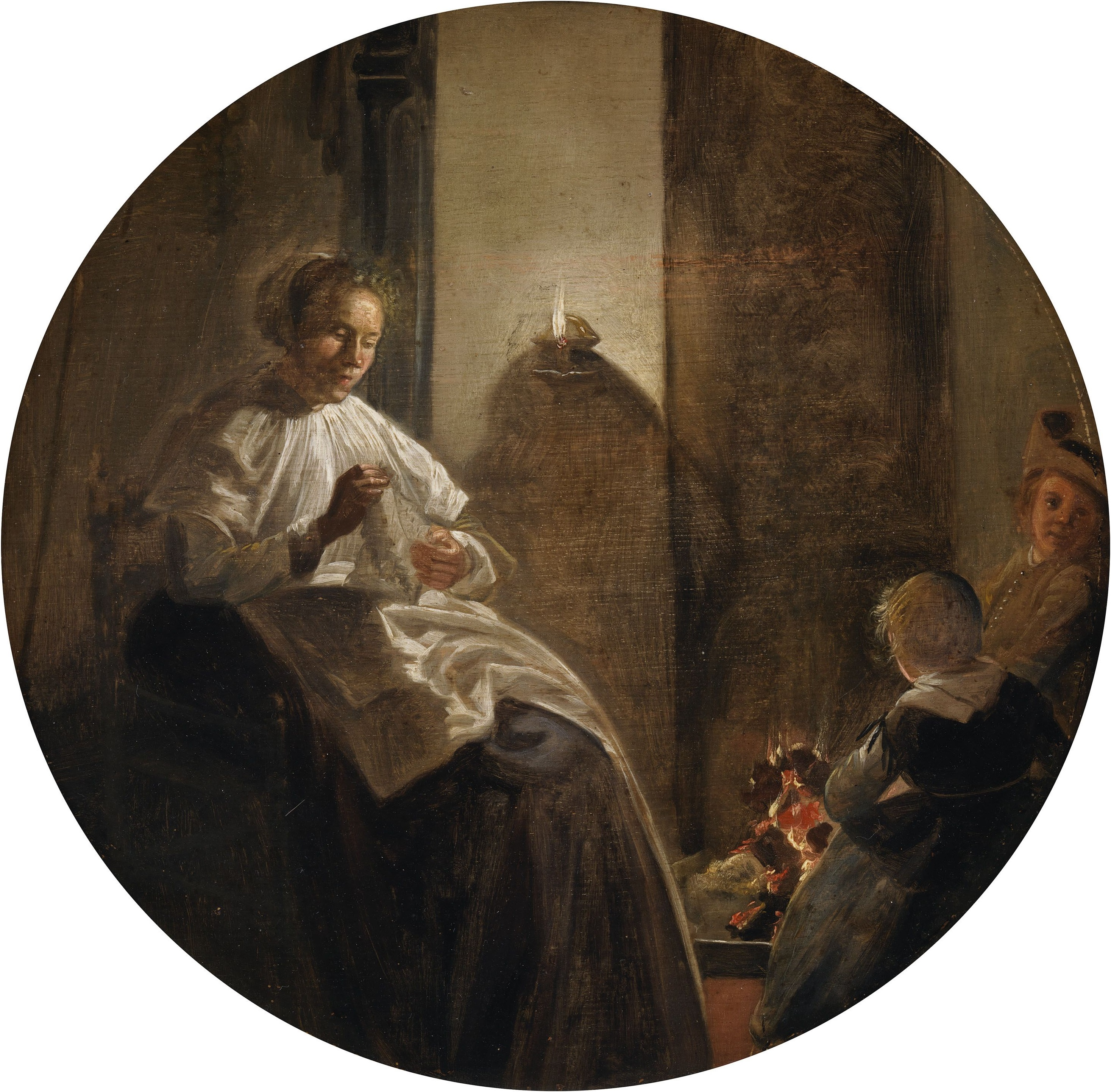
Dirck Hals, Uma mulher que costura à luz de velas, 1633
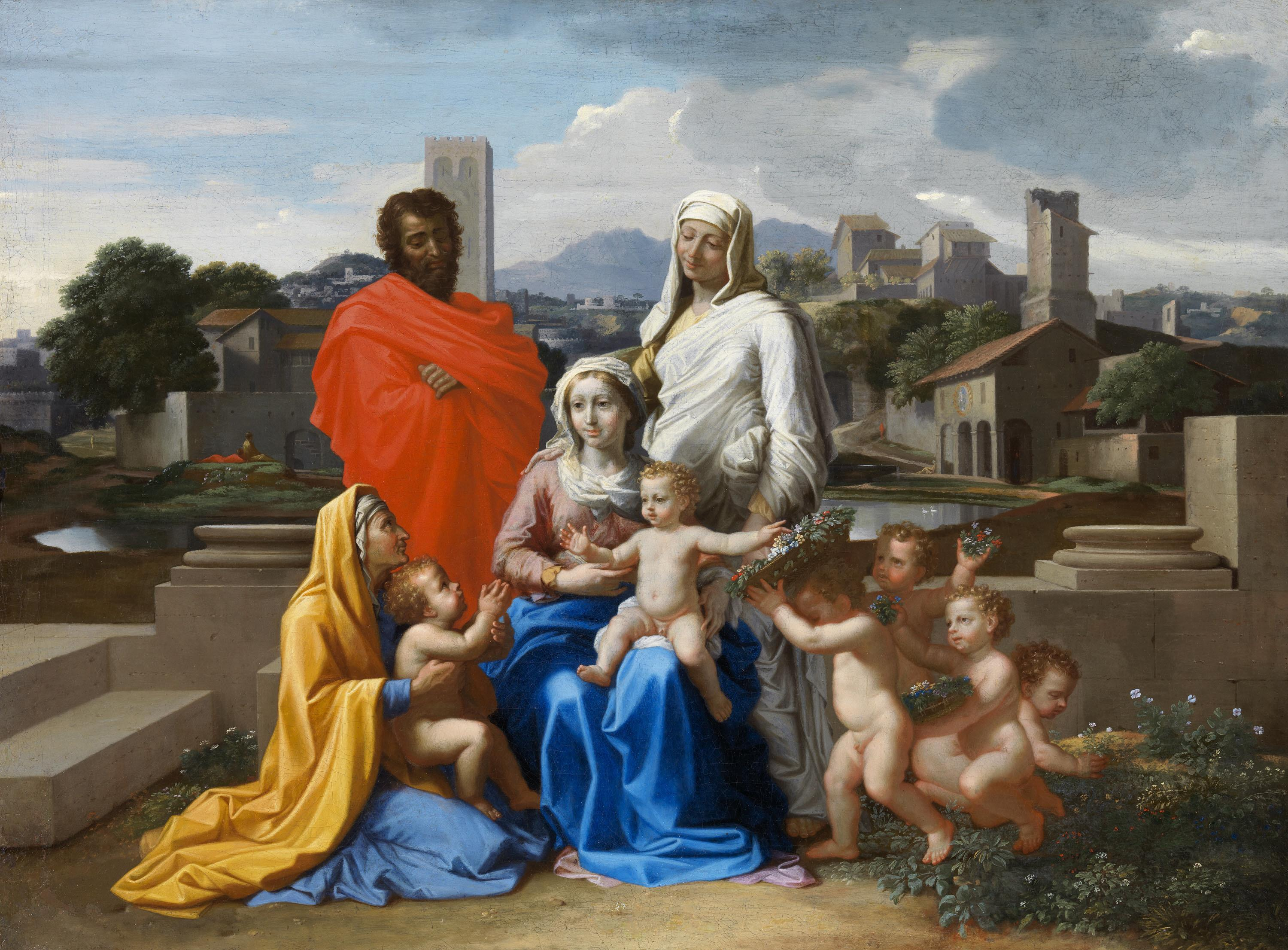
Nicolas Poussin, A Sagrada Família (Sainte Famille), c 1649
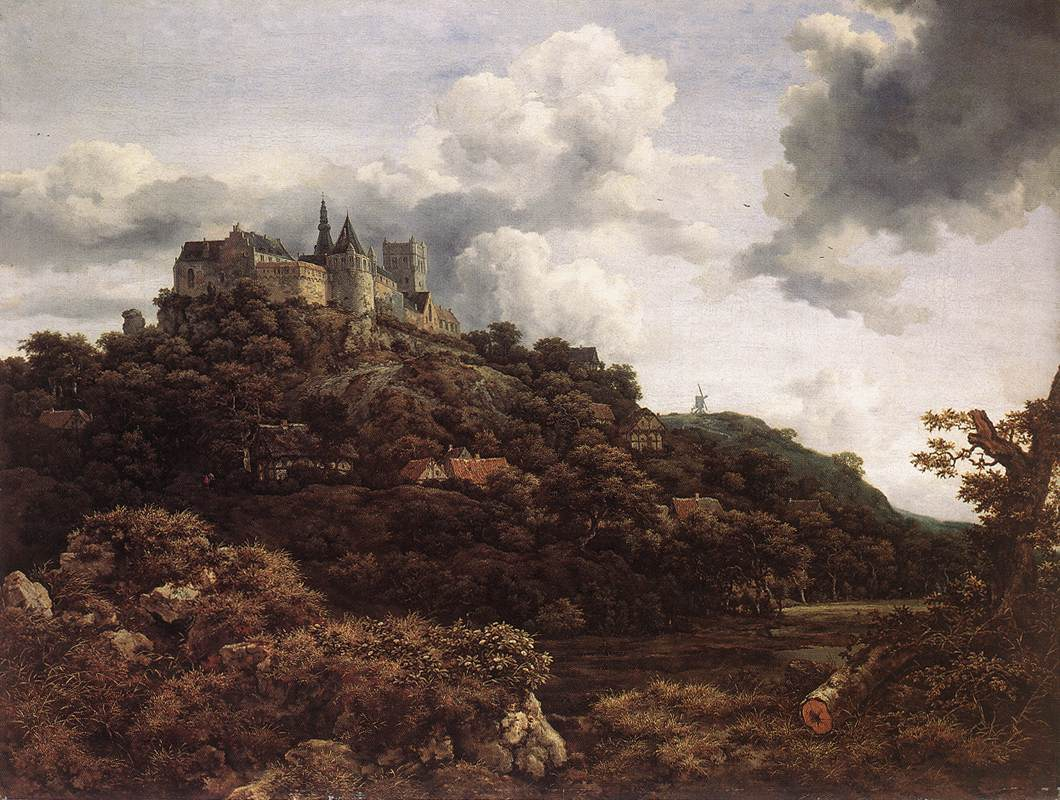
Jacob van Ruisdael, Castelo de Bentheim, 1653
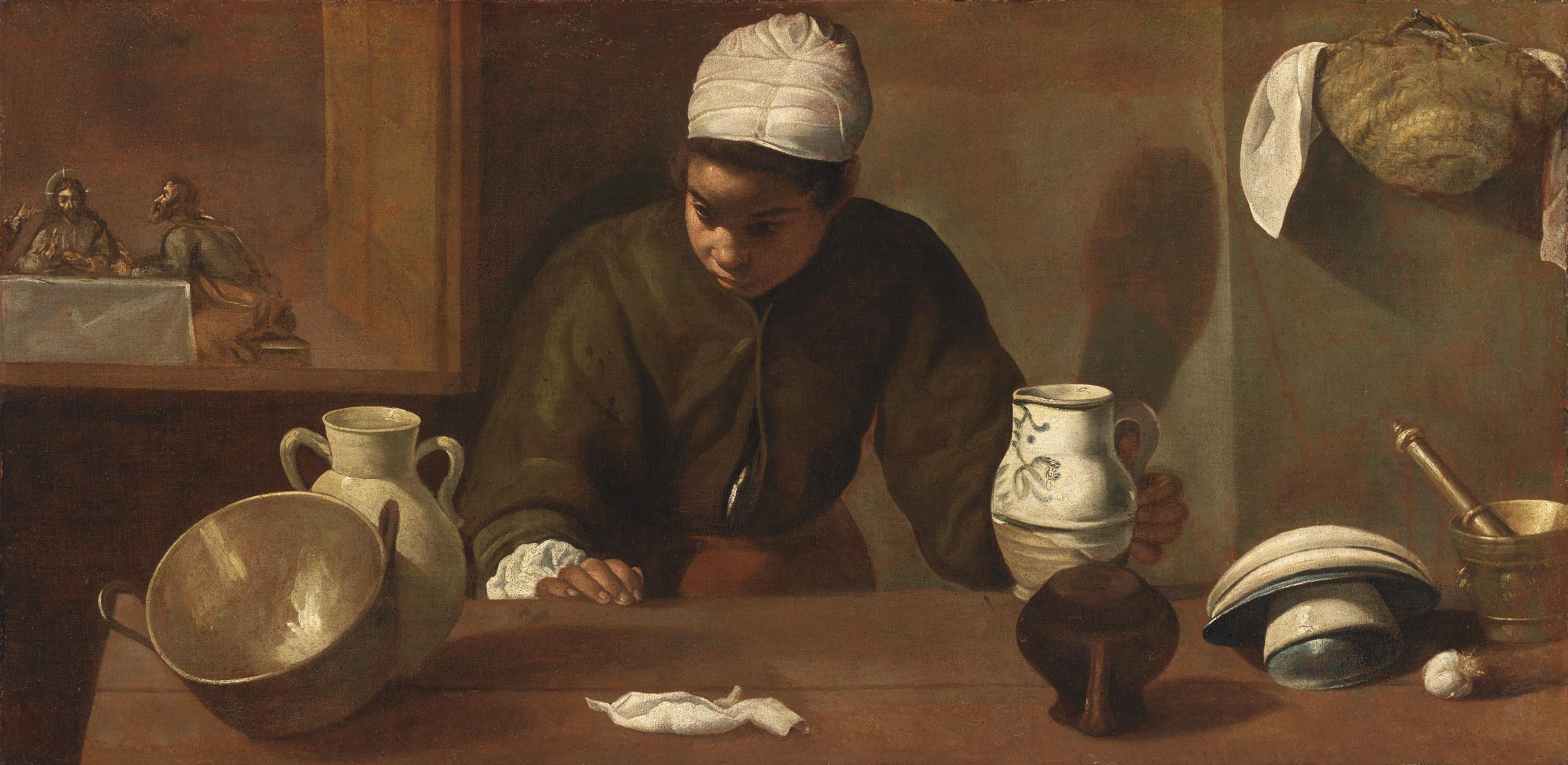
Diego Velázquez, La mulata (La cena de Emaús), posterior a 1660
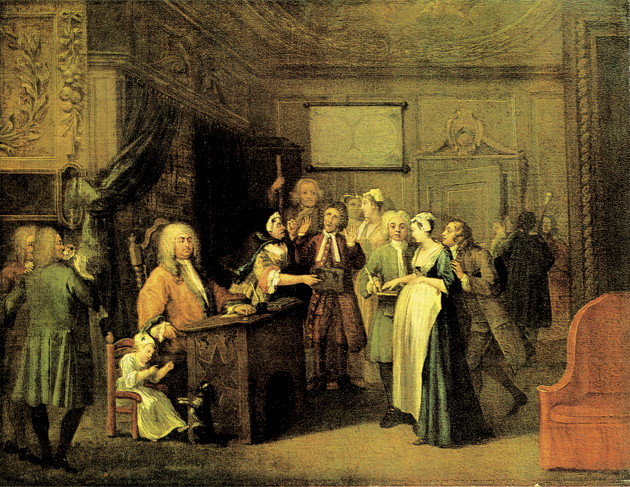
William Hogarth, Mulher jurando um filho a um cidadão sério, c.1729
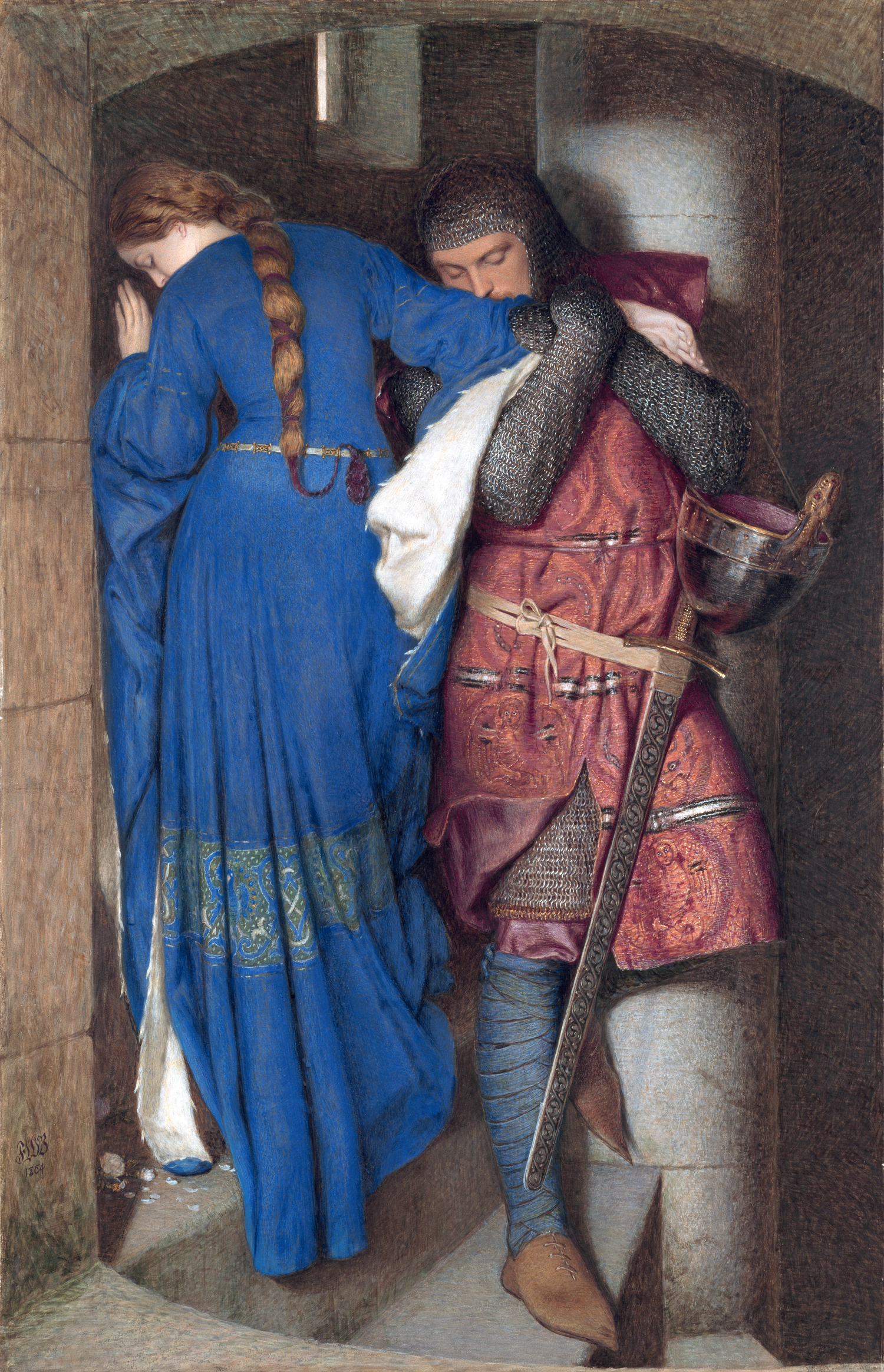
Frederic William Burton, O encontro nas escadas da torre, 1864
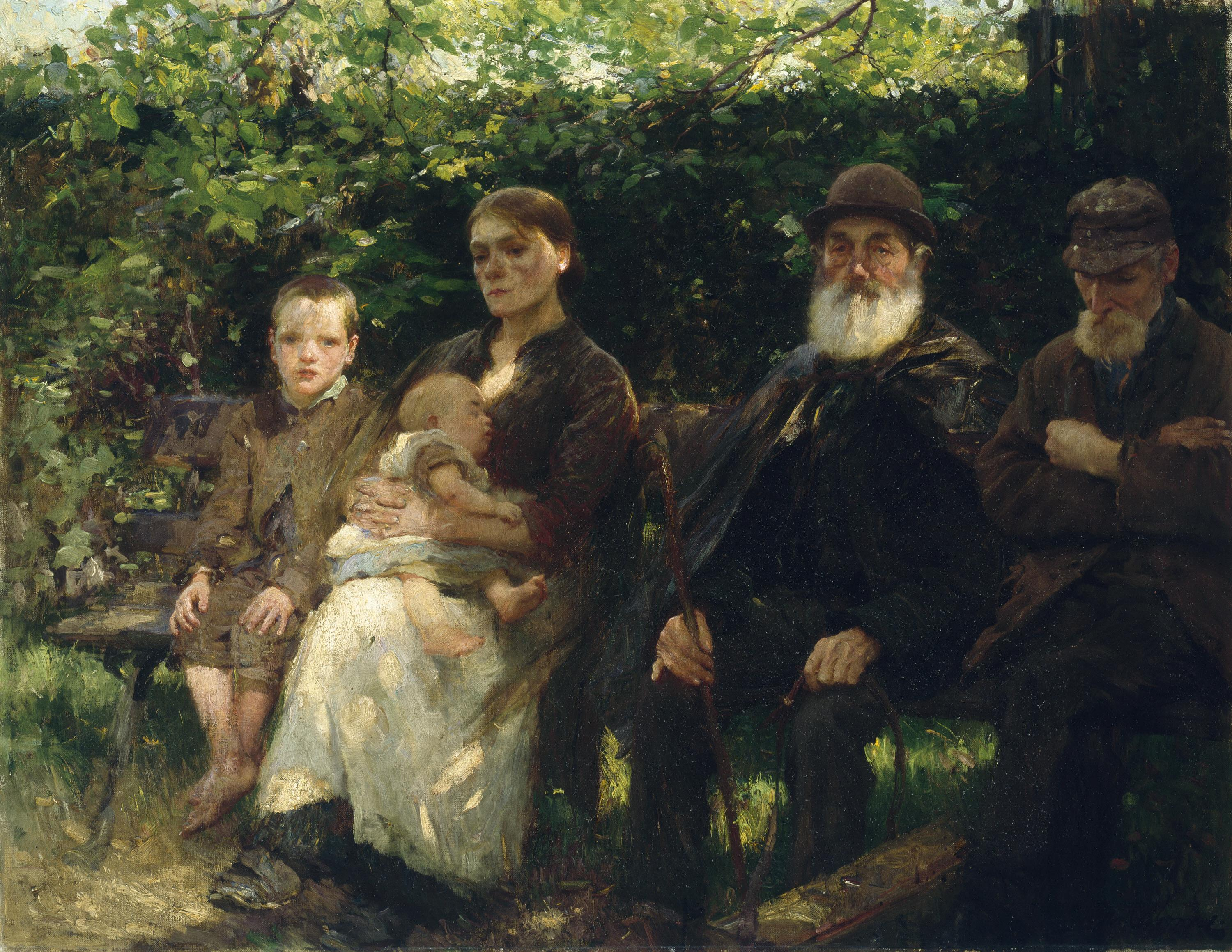
Walter Osborne, Em um parque de Dublim, luz e sombra, 1895

### Espanhóis
- Luis de Morales (c.1592–86) St Jerome in the Wilderness 1570s
- José de Ribera (1591?–1652) St Onuphrius late 1620s
- Diego Velázquez (1599–1660) Ajudante de cozinha com a Ceia em Emaús, c.1617–18
- Francisco Zurbarán (1598–1664) The Immaculate Conception early 1660s
- Bartolomé Esteban Murillo (1617–82) The Return of the Prodigal Son c.1660
- Francisco José de Goya y Lucientes (1746–1828) Dona Antonia Zarate c.1805–06
- Pablo Picasso (1881–1973) Still-Life with Mandolin 1924
- Juan Gris (1887–1927) Pierrot 1921

### Franceses
- Jacques Yverni (1410–1438) A Anunciação c.1435
- Nicolas Poussin (1594–1665)
  - Acis and Galatea 1627–28
  - The Lamentation over the Dead Christ 1657–60
- Jean Lemaire (1598–1659) Architecture Landscape with Classical Figures 1627–30
- Jean-Baptiste-Siméon Chardin (1699–1779) Still Life: Two Rabbits, a Grey Partridge, Game Bag and Powder Flask 1731
- Jean-Honoré Fragonard (1732–1806) Venus and Cupid (Day) c.1755
- Eugène Delacroix (1798–1863) Demóstenes à beira-mar 1859
- Gustave Courbet (1819–77) Portrait of Adolphe Marlet 1851
- Alfred Sisley (1819–99) The Banks of the Canal du Loing at Saint-Mammes 1888
- Claude Monet (1840–1926) Bacia de Argenteuil com um único veleiro 1874
- Paul Signac (1863–1935) Lady on the Terrace 1898
- Kees van Dongen (1877–1968) Stella in a Flowered Hat c.1907
- Chaim Soutine (1893–1943) Landscape with the Flight of Stairs c.1922

### Italianos

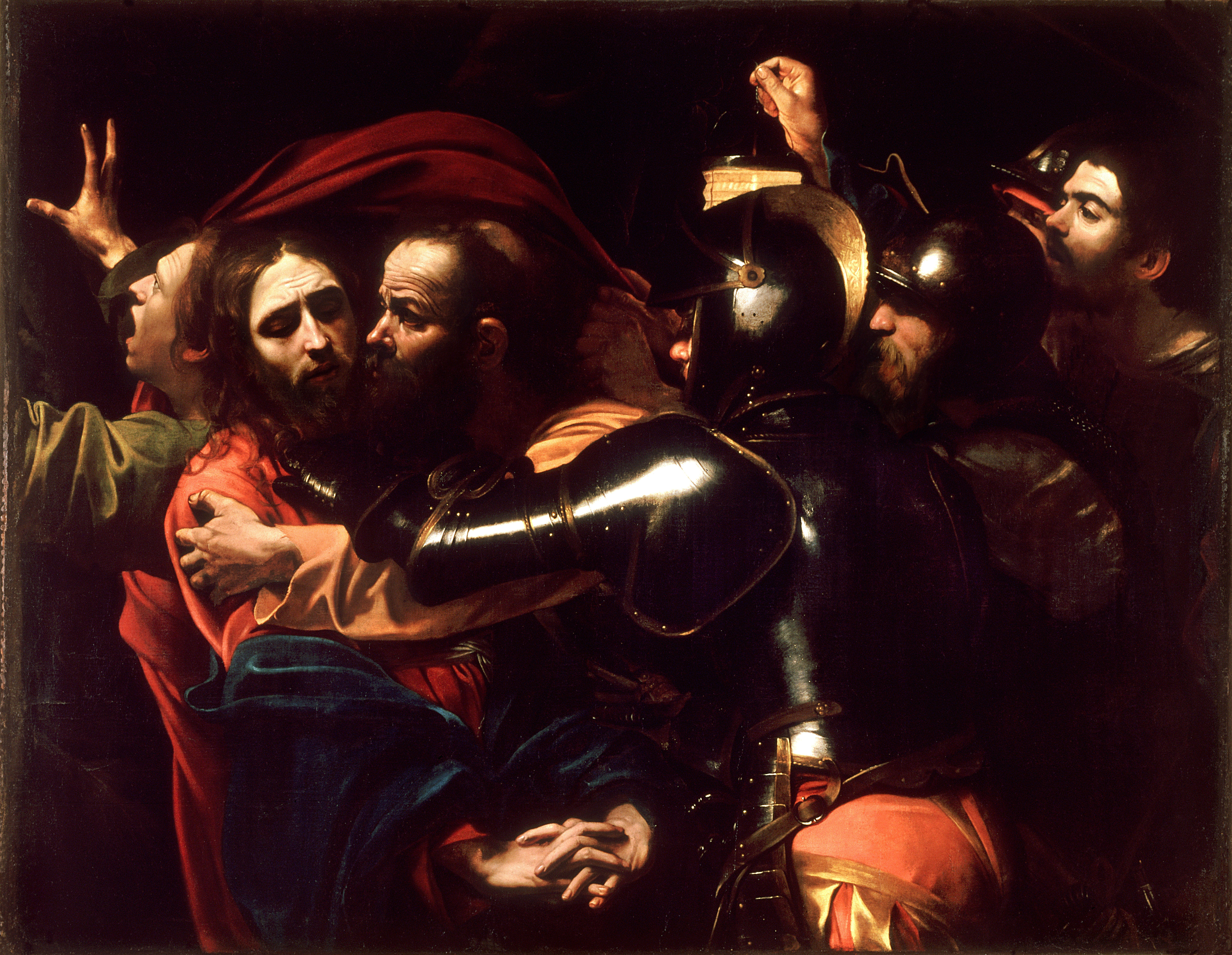
A Captura de Cristo (1602), de Caravaggio

- Mestre de Verucchio (século XIV) The Crucifixion, Noli me tangere c.1330–40
- Fra Angelico (1417–55) Sts Cosmas and Damian and their Brothers surviving the Stake c.1440–42
- Zanobi Strozzi (atribuído) (1412–68) Assumption of the Virgin with Sts Jerome and Francis 1460s
- Filippino Lippi (1457–1504) Portrait of a Musician late 1480s
- Ticiano (c.1485/90–1576) Ecce Homo c.1558/60
- Giambattista Moroni (posterior a 1524–1578) Portrait of a Gentleman and his two Children c.1570
- Caravaggio (1571–1610) A Captura de Cristo 1602
- Guido Reni (1575–1624) O Suicídio de Cleópatra c.1639–40
- Domenico (1581–1641) Santa Maria Madalena c.1625
- Guercino (1591–1666) A Bênção dos Filhos de José c.1620
- Sassoferrato (1609–85) Virgin and Child 1630s
- Luca Giordano (1634–1705) Venus, Mars and the Forge of Vulcan 1660s
- Carlo Maratta (1625–1713) The Rape of Europa c. 1680–5
- Francesco Solimena (1657–1747) Allegory of Winter c.1690
- Canaletto (1697–1768) St. Mark's Square c.1756
- Ugolino di Nerio (início do século XIV) Prophet Isaiah
- Paolo Uccello (1397-1475) Virgin and Child

### Alemães e suíços
- Georg Pencz (active 1500–50) Portrait of a Gentleman 1549
- Angelica Kauffman (1741–1807) The Ely Family 1771
- Emil Nolde (1867–1956) Two Women in a Garden 1915

### Flamengos
- Pieter Bruegel, o Jovem (1564–c.1637) Peasant Wedding 1620
- Peter Paul Rubens (1577–1640) St Peter finding the Tribute Money 1617–18
- Jacob Jordaens (1593–1678)
  - The Veneration of the Eucharist c.1630
  - The Supper at Emmaus c.1645–65
- Anthony van Dyck (1599–1641) A Boy standing on a Terrace c.1623–24

### Holandeses

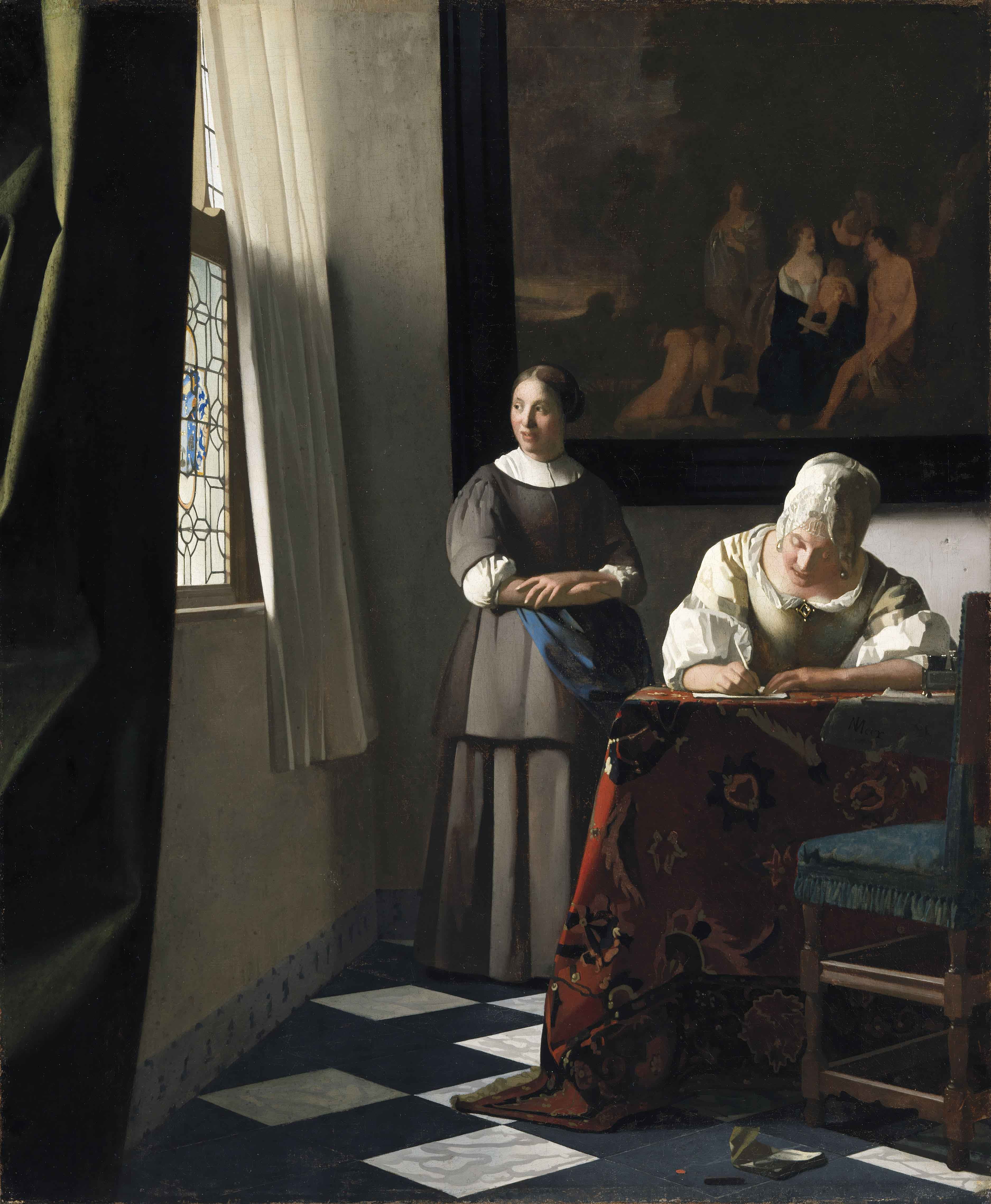
Senhora escrevendo uma carta com sua empregada doméstica c. 1670, de Johannes Vermeer

- Marinus van Reymerswaele (atribuído) (c.1490/95–c.1567) The Calling of Matthew c.1530–40
- Gerrit van Honthorst (1590–1656) A Musical Party c.1616–18
- Rembrandt (and studio) (1606–69) La Main Chaude c.1628
- Willem Cornelisz Duyster (1599–1635) Interior with Soldiers 1632
- Aelbert Cuyp (1620–91) Milking Cows 1640s?
- Matthias Stomer (1600–after 1650) The Arrest of Christ c.1641
- Rembrandt (1606–69) Landscape with the Rest on the Flight into Egypt 1647
- Willem Drost (1652–80) Bust of a Man Wearing a Large-brimmed Hat c.1654
- Anthonie de Lorme (1610–73) Interior of St Laurenskerk, Rotterdam c.1660–65
- Gabriel Metsu (1629–67)
  - Man Writing a Letter c.1663
  - Woman Reading a Letter c.1663
- Jan Steen (1625/26–79)
  - The Village School c.1665
  - The Marriage Feast at Cana 1665–70
- Johannes Vermeer (1632–75) Senhora escrevendo uma carta com sua empregada doméstica c.1670
- Cornelis Troost (1696–1750) Jeronimus Tonneman and his son Jeronimus 1736
- Nicolaes de Giselaer Interior with Figures
- Emanuel de Witte Church Interior
- Frans Hals Fisher boy with basket

### Britânicos e americanos
- William Hogarth (1697–1764)
  - The Western Family c.1738
  - The Mackinen Children c.1747
- Thomas Gainsborough 1727–88
  - A view in Suffolk c.1746
  - Mrs Christopher Horton (1743–1808) later Duchess of Cumberland 1766
  - The Cottage Girl 1785
- Joshua Reynolds (1723–92)
  - Parody of Raphael's 'School of Athens'  1751
  - The Temple Family 1780–82
  - Omai 1776 (emprestado por uma coleção particular)
  - Charles Coote, The First Earl of Bellamont 1776
- Henry Raeburn (1756–1823) Sir John and Lady Clerk of Penicuik 1791
- George Romney (1734–1802) Titania, Puck and the Changeling, from Shakespeare's 'A Midsummer Night's Dream'  1793
- John Singer Sargent (1856–1925) The Bead Stringers of Venice 1880–82
- Stanley Royle (1888–1961) The Goose Girl c.1921
- Francis Wheatley (1747–1801) The Dublin Volunteers on College Green, 4 November 1779 1779–80
- Andrew Festing (1941–presente)

### Irlandeses

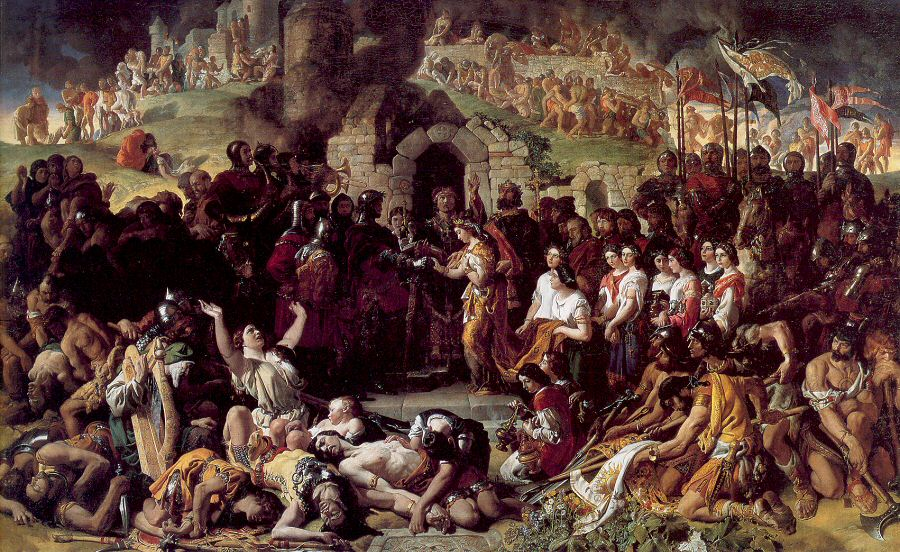
The Marriage of Aoife and Strongbow (1854) por Daniel Maclise, uma representação romantizada do casamento de Aoife MacMurrough em 1170

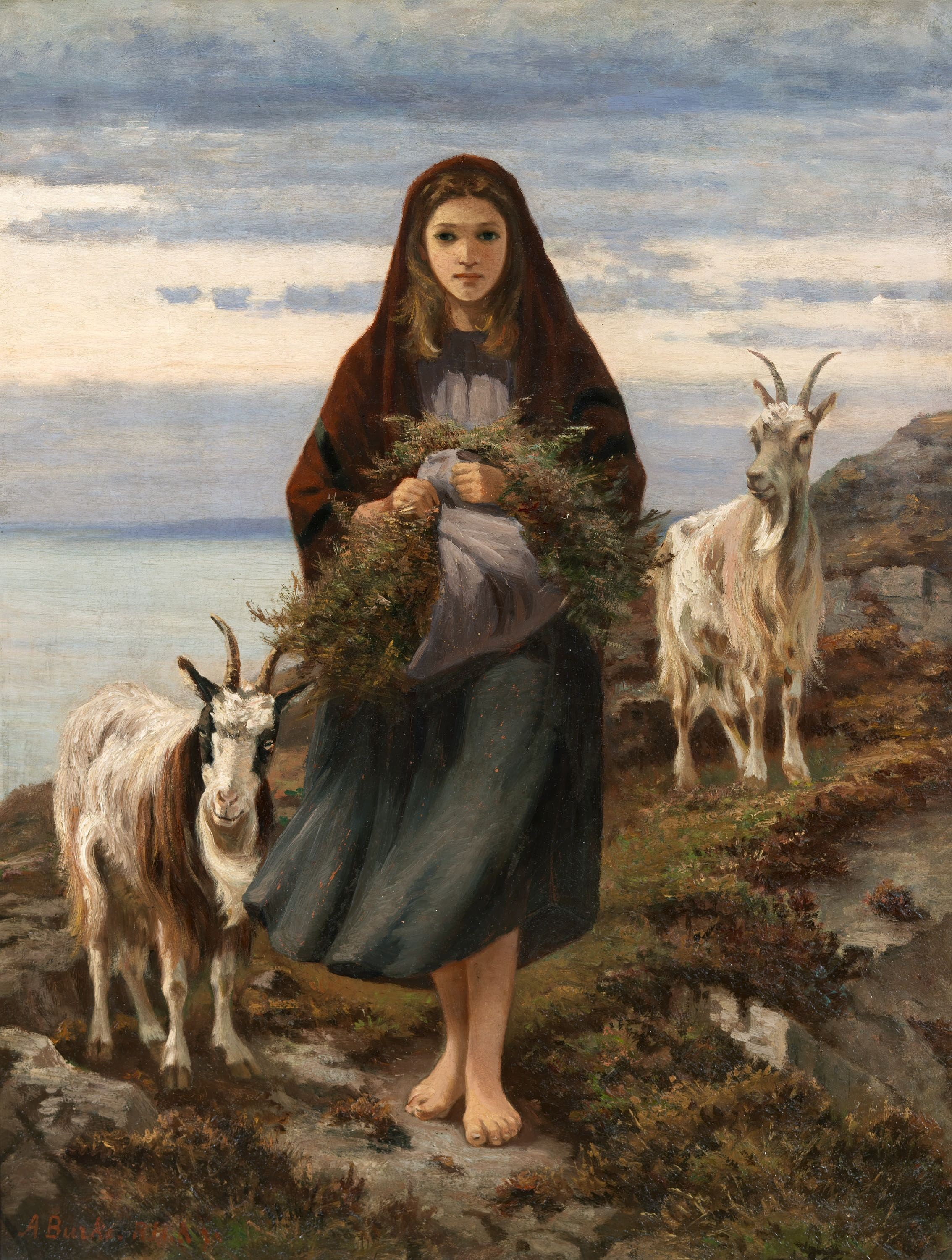
Augustus Nicholas Burke Connemara Girl

- Kevin Abosch (fotógrafo) (1969) "Portrait of Brian O'Driscoll" 2011
- James Barry (1741–1806)
  - The Temptation of Adam 1767–70
  - Self-portrait as Timanths c.1780–1803
  - The Death of Adonis
- Augustus Nicholas Burke (1838–1891) Connemara Girl (1865).
- Nathaniel Hone, o Velho (1718–84) The Conjurer, 1775
- Hugh Douglas Hamilton (1740–1808) Frederick Hervey, Bishop of Derry and Fourth Earl of Bristol (1730–1803), with his Granddaughter Lady Caroline Crichton (1779–1856), in the Gardens of the Villa Borghese, Rome c.1790
- Francis Danby (1793–1861) The Opening of the Sixth Seal, 1828
- Daniel Maclise (1806–1870) The Marriage of Strongbow and Aoife, 1854
- Sarah Purser (1848–1943) Le Petit Dejeuner 1881
- Roderic O'Conor (1860–1940) Le Jeune Bretonne c.1895
- Walter Osborne (1859–1903) Dublin Streets: a Vendor of Books, 1889, Em um parque de Dublim, luz e sombra c.1895
- John Lavery (1856–1941) The Artist's Studio: Lady Hazel Lavery with her Daughter Alice and Step-Daughter Eileen 1909–13
- Paul Henry (1876–1958) Launching the Currach 1910–11
- William John Leech (1881–1968) Convent Garden, Brittany c.1912
- Sean Keating (1889–1977) An Allegory c.1922
- Mainie Jellett (1897–1944) Decoration 1923
- Gerard Dillon (1916–1971) The Little Green Fields c.1945
- Louis le Brocquy (1916–2012) A Family 1951
- William Orpen (1878–1931) "Portrait of John Count McCormack" 1923

### The Yeats Collection
- Jack B. Yeats (1871–1957)
  - Bachelor's Walk, in Memory 1915 (emprestado por uma coleção particular)[7]
  - The Liffey Swim 1923
  - A Morning in a City 1937
  - Grief 1952
- John Butler Yeats (1839–1922) John O'Leary 1904

### Desenhos e aquarelas
- James Malton (1760–1803) The Custom House
- William Turner (1775–1851) Fishing Boats on Folkestone Beach
- Dante Gabriel Rossetti (1828–82) Jane Burden as Queen Guinevere 1858
- Frederick William Burton (1816–1900) Hellelil and Hildebrand, the Meeting on Turret Stairs, 1864 1864
- James Abbott McNeill Whistler (1834–1903) Nocturne in Grey and Gold – Piccadilly, 1881–83
- Edgar Degas (1834–1917) Two Ballet Dancers in a Dressing Room
- Pablo Picasso (1881–1973) Duas Dançarinas 1925

## Prêmio de Retrato Zurique
Originalmente Prêmio de Retrato Hennessy, o Prêmio de Retrato Zurique é uma exposição de artistas encomendados que criam obras de retratos. Está aberto a artistas de todas as mídias, cidadãos da Irlanda ou cidadãos irlandeses que vivem no exterior. O prêmio consiste em 15 mil euros e uma comissão de 5 mil euros para criar um retrato que deve ser exibido na galeria. Os vencedores anteriores incluem
- 2018 — Mandy O'Neill[9]
- 2019 — Enda Bowe.[10]

Quando era o Prêmio Hennessy Portrait, os vencedores foram
- 2017 — Jack Hickey[11]
- 2016 — Gerry Davis
- 2015 — Vera Klute
- 2014 — Nick Miller[12]

## Biblioteca e coleções de arquivos
As coleções de bibliotecas e arquivos da Galeria Nacional da Irlanda abrangem coleções únicas e historicamente significativas para o estudo da história da arte. As origens das coleções remontam à fundação da instituição há mais de cento e sessenta anos. Cobrindo as artes visuais do clássico ao contemporâneo, essas coleções continuam sendo um elemento de pesquisa vital da Coleção Nacional. O desenvolvimento da biblioteca e arquivo foi apoiado principalmente por meio de financiamento público e doações privadas de benfeitores.
Aberto ao público, possui explorações particularmente ricas relacionadas à história da arte da Europa Ocidental desde a Idade Média, e as coleções relacionadas à arte irlandesa e italiana são extensas. A coleção chega a mais de 100 mil volumes publicados, além de importantes acervos de arquivo.